# Ingvar Danielsson (kemist)
Ingvar Danielsson, född 24 maj 1922 i Ingå, död 21 april 2016, var en finländsk kemist. 
Danielsson blev student 1941, filosofie magister 1950, filosofie doktor 1957 och docent 1961. Han var assistent i fysikalisk kemi 1951, 1952 och 1956–1961, ordinarie lärare i fysikalisk kemi 1961–1963, tillförordnad professor 1963–1965 och professor i fysikalisk kemi 1965–1985, allt vid Åbo Akademi. Han skrev bland annat The Association of Long-Chain Dipotassium α,ω-Alkanedioates in Aqueous Solution (1956), The Hydrolytic Equilibrium in Sodium Valerate Solutions (1964) och en rad publikationer behandlande strukturen hos lösningar av associationskolloider.